# Baron Bergavenny
Baron Bergavenny (auch Abergavenny) war ein erblicher britischer Adelstitel, der sechsmal in der Peerage of England und einmal in der Peerage of Great Britain verliehen wurde.
Der Titel bezieht sich auf Abergavenny Castle bei Abergavenny in Monmouthshire, Südwales. Alle Verleihungen erfolgten durch Writ of Summons als Barony by writ und alle Verleihungen bis auf die erste von 1392 erfolgten aufgrund von Verfahrensfehlern. 

## Liste der Barone Bergavenny

### Barone Bergavenny, erste Verleihung (1392)
- William de Beauchamp, 1. Baron Bergavenny († 1411)
- Richard de Beauchamp, 1. Earl of Worcester, 2. Baron Bergavenny (1397–1422) (1421 zum Earl of Worcester erhoben)
- Elizabeth Nevill, de iure 3. Baroness Bergavenny (1415–1447)
- George Nevill, 4. und de iure 2. Baron Bergavenny (1440–1492)
- George Nevill, 5. und de iure 3. Baron Bergavenny († 1535)
- Henry Nevill, 6. und de iure 4. Baron Bergavenny († 1587)
- Mary Fane, 3. Baroness le Despenser, de iure 7. und 5. Baroness Bergavenny (1554–1626)
- Francis Fane, 1. Earl of Westmorland, de iure 8. und 6. Baron Bergavenny (1580–1629) (bereits 1624 zum Earl of Westmorland erhoben)
- Mildmay Fane, 2. Earl of Westmorland, de iure 9. und 7. Baron Bergavenny (1602–1666)
- Charles Fane, 3. Earl of Westmorland, de iure 10. und 8. Baron Bergavenny (1635–1691)
- Vere Fane, 4. Earl of Westmorland, de iure 11. und 9. Baron Bergavenny (1645–1693)
- Vere Fane, 5. Earl of Westmorland, de iure 12. und 10. Baron Bergavenny (1678–1699)
- Thomas Fane, 6. Earl of Westmorland, de iure 13. und 15. Baron Bergavenny (1683–1736)
- John Fane, 7. Earl of Westmorland, de iure 14. und 12. Baron Bergavenny (1685–1762) (Titel abeyant 1762)

### Barone Bergavenny, zweite Verleihung (1450)
- Edward Nevill, de facto 3. und de iure 1. Baron Bergavenny († 1476)
- George Nevill, 4. und de iure 2. Baron Bergavenny (1440–1492)
- George Nevill, 5. und de iure 3. Baron Bergavenny († 1535)
- Henry Nevill, 6. und de iure 4. Baron Bergavenny († 1587)
- Mary Fane, 3. Baroness le Despenser, de iure 7. und 5. Baroness Bergavenny (1554–1626)
- Francis Fane, 1. Earl of Westmorland, de iure 8. und 6. Baron Bergavenny (1580–1629) (bereits 1624 zum Earl of Westmorland erhoben)
- Mildmay Fane, 2. Earl of Westmorland, de iure 9. und 7. Baron Bergavenny (1602–1666)
- Charles Fane, 3. Earl of Westmorland, de iure 10. und 8. Baron Bergavenny (1635–1691)
- Vere Fane, 4. Earl of Westmorland, de iure 11. und 9. Baron Bergavenny (1645–1693)
- Vere Fane, 5. Earl of Westmorland, de iure 12. und 10. Baron Bergavenny (1678–1699)
- Thomas Fane, 6. Earl of Westmorland, de iure 13. und 15. Baron Bergavenny (1683–1736)
- John Fane, 7. Earl of Westmorland, de iure 14. und 12. Baron Bergavenny (1685–1762) (Titel abeyant 1762)

### Barone Bergavenny, dritte Verleihung (1604)
- Edward Nevill, de facto 8. und de iure 1. Baron Bergavenny (1551–1622)
- Henry Nevill, de facto 9. und de iure 2. Baron Bergavenny († 1641)
- Margaret Brooke, de iure 3. Baroness Bergavenny (Titel ruhend)

### Barone Bergavenny, vierte Verleihung (nach 1641)
- John Nevill, de facto 10. und de iure 1. Baron Bergavenny (1614–1662) (Titel erloschen 1662)

### Barone Bergavenny, fünfte Verleihung (nach 1666)
- George Nevill, de facto 12. und de iure 1. Baron Bergavenny (1665–1695) (Titel erloschen 1695)

### Barone Bergavenny, sechste Verleihung (1695)
- George Nevill, de facto 13. und de jure 1. Baron Bergavenny († 1721)
- George Nevill, de facto 14. und de jure 2. Baron Bergavenny (1702–1723)
- Edward Nevill, de facto 15. und de jure 3. Baron Bergavenny († 1724) (Titel abeyant 1724)
- Jane Walter, de iure 4. Baroness Bergavenny († 1786) (Abeyance beendet 1737)
- John Walter, de iure 5. Baron Bergavenny († 1806)
- Charlotte Senior, de iure 6. Baroness Bergavenny († 1811) (Titel abeyant 1811)

### Barone Bergavenny, siebte Verleihung (1724)
- William Nevill, de facto 16. und de iure 1. Baron Bergavenny († 1744)
- George Nevill, 1. Earl of Abergavenny, de facto 17. und de iure 2. Baron Bergavenny (1727–1785) (1784 zum Earl of Abergavenny erhoben)
- Henry Nevill, 2. Earl of Abergavenny, de facto 18. und de iure 3. Baron Bergavenny (1755–1843)
- John Nevill, 3. Earl of Abergavenny, de facto 19. und de iure 4. Baron Bergavenny (1789–1845)
- William Nevill, 4. Earl of Abergavenny, de facto 20. und de iure 5. Baron Bergavenny (1792–1868)
- William Nevill, 1. Marquess of Abergavenny, de facto 21. und de iure 6. Baron Bergavenny (1826–1915) (1876 zum Marquess of Abergavenny erhoben)
- Reginald Nevill, 2. Marquess of Abergavenny, de facto 22. und de iure 7. Baron Bergavenny (1853–1927)
- Henry Nevill, 3. Marquess of Abergavenny, de facto 23. und de iure 8. Baron Bergavenny (1854–1938) (abeyant 1938)